# Artúr Szalatnai-Slatinský

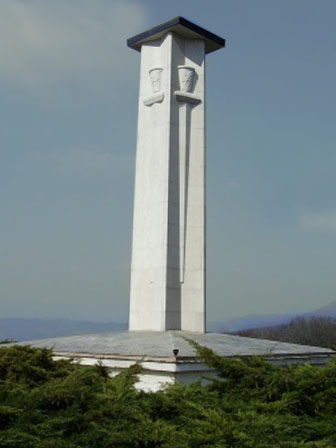
Pamätník SNP Jankov Vŕšok

Artúr Szalatnai-Slatinský (vlastním jménem Schlesinger; 11. února 1891 Slatina nad Bebravou – 10. listopadu 1962 Bratislava) byl slovenský architekt. Schlesinger patří mezi významné avantgardní slovenské meziválečné architekty, jejichž realizace našly ohlas nejen na Slovensku, ale i v mnoha světových odborných časopisech.

## Život
Artúr Schlesinger se narodil 11. února 1891 v Slatině nad Bebravou v rodině rolníka Mórice Schlesingera a Berty, rod. Kellerman, měl dvě sestry. Základní školu absolvoval ve Slatině nad Bebravou a v roce 1909 maturoval na reálném gymnáziu v Žilině. Architekturu studoval na Vysoké technické škole v Budapešti a poprvé si změnil jméno na Schlesinger-Szalatnai podle místa narození.
Během 1. světové války bojoval na italské a francouzské frontě, kde měl možnost poznat tamní architekturu. V roce 1920 se usadil v Bratislavě a v němčině vydal knihu Architektonické formy bratislavských cintorínov. V roce 1923 byla podle jeho návrhu realizována ortodoxní synagoga v Bratislavě. Ve 20. letech 20. století byla jeho tvorba ovlivněna nejprve kubismem, poté se objevuje „cihlové“ období. V roce 1927 vydal knihu o své architektonické tvorbě. Ve 30. letech se specializoval na lázeňské stavby a venkovské domy lékařů. V roce 1945 se vyhl deportaci a na konci války se skrýval před nacisty v Bratislavě. Po válce vstoupil do komunistické strany.
V letech 1948 až 1951 navrhl se sochařem Jozefem Pospíšilem Památník SNP na Jankově vršku. V letech 1951–1957 navrhl renovaci kaštela v Diviakách. V 50. letech pracoval na územních plánech mnoha slovenských měst. Zemřel 10. listopadu 1961 v Bratislavě, kde je i pochován.

## Soutěže
Zúčastnil se mnoha soutěží, v nichž první ceny dostal za kino v Trenčianských Teplicích, za regulační plán Nových Zámků a Prešova, za okresní úřad ve Stupavě, veřejné lázně na Baštově ulici v Bratislavě a za synagogu v Bratislavě.

## Realizované práce
- Piešťany: sanatoria Rozner, International, Vila Astoria a Hotel Pavla
- Trenčianske Teplice: termální koupaliště Sina, Hudební pavilon, Léčebný dům Esplanade
- Bánovce nad Bebravou: pošta, dům lékaře Dr. Ondreičky
- Martin, Šaľa, Komárno: domy lékařů
- Topoľčany: finanční úřad
- Bratislava: Ortodoxní synagoga, sanatorium Caritas, bytový dům K. Kempného, penzion Grunhut (později Perugia), nárožní obytný dům V. Kohna, Frosygův dům, rodinný dům na svahu
- Uhrovec: Památník SNP na Jankově vršku
- Diviaky: rekonstrukce renesančního kaštela
- Trnava: synagoga a památník obětem holokaustu
- Piešťany, Skalica, Krompachy, Prievidza, Poprad, Zvolen: regulační plány měst

## Publicistická činnost
- 1920 – Architektonické formy bratislavských cintorínov
- O jeho tvorbě byla vydána monografie Ing. arch Artúr Szalatnai 1920 – 1926

## Chronologický přehled tvorby
- 1922 – 26, Ortodoxní synagoga v Bratislavě, Heydukova 11, Bratislava
- 1923, Dům L. Ringwalda, Palackého 35, Trenčín
- 1924 – 25,  Sanatórium Caritas, Zochova 10,12 Bratislava
- 1925, Bytový dům K. Kempného, Radlinského 4, Bratislava
- 1925 – 26, Penzió Grunhut (později Perugia), Zelná 5, Bratislava
- 1925 – 27, Vila Astoria, Sad Andreja Kmeťa 24, Piešťany
- 1926 – 27, Nárožní obytný dům V. Kohna, Mickiewiczova ulice 4, Bratislava 1
- 1928 – 29, Hotel Pavla, Sad Andreja Kmeťa 76, Piešťany
- 1929 – 31, Bazén Sina, Sinaova 1, Trenčianske Teplice
- 1931, Hudobný pavilón, terasa před lázeňským domem, Trenčianske Teplice
- 1931, Dům lékaře E. Kohna, P. Mudroňa 27, Martin
- 1933 – 34, Léčebný dům Esplanade, T. G. Masaryka 33, Trenčianske Teplice
- 1933 – 34, Rodinný dům na svahu, Bartoňova 7, Bratislava
- 1934 – 36, Frosygův dům, Františkánske námestie 3, Bratisalva
- 1935, Rodinný dům, Pohraničná 17, Komárno
- 1935 – 36, Dům lékaře Dr. Ondreičky, Jesenského 9, Bánovce nad Bebravou
- 1930 – 37, Dům manželů lékářů, Jokaiho 29, Komárno
- 1947, Synagoga a památník obětem holokaustu, Hojenárska 2, Trnava
- 1948 – 51, Památník Slovenského národného povstání, Jankov vŕšok, Uhrovec
- 1954 – 55, Centrum volného času, Mladoboleslavská 3, Pezinok